# Ponte Vedra Beach
Ponte Vedra Beach is een unincorporated community aan de oostkust van Florida in de Verenigde Staten. Het ligt in het noorden van St. Johns County ten zuiden van Jacksonville Beach en ten noorden van Sawgrass. De county seat St. Augustine ligt ongeveer 42 km zuidelijk van Ponte Vedra Beach. Het is een luxe toeristenresort.
In Ponte Vedra Beach is het Amerikaanse hoofdkwartier gevestigd van de ATP en van de Amerikaanse PGA Tour. Ponte Vedra Beach en omgeving beschikt over verschillende golfbanen. In Sawgrass wordt sedert 1977 jaarlijks The Players Championship, een toernooi op de Amerikaanse PGA Tour, betwist. In 2009 en 2010 vond daar ook het WTA-toernooi van Ponte Vedra Beach plaats.
Veel professionele golfers, andere topsporters en beroemdheden van film en televisie wonen in Ponte Vedra Beach.

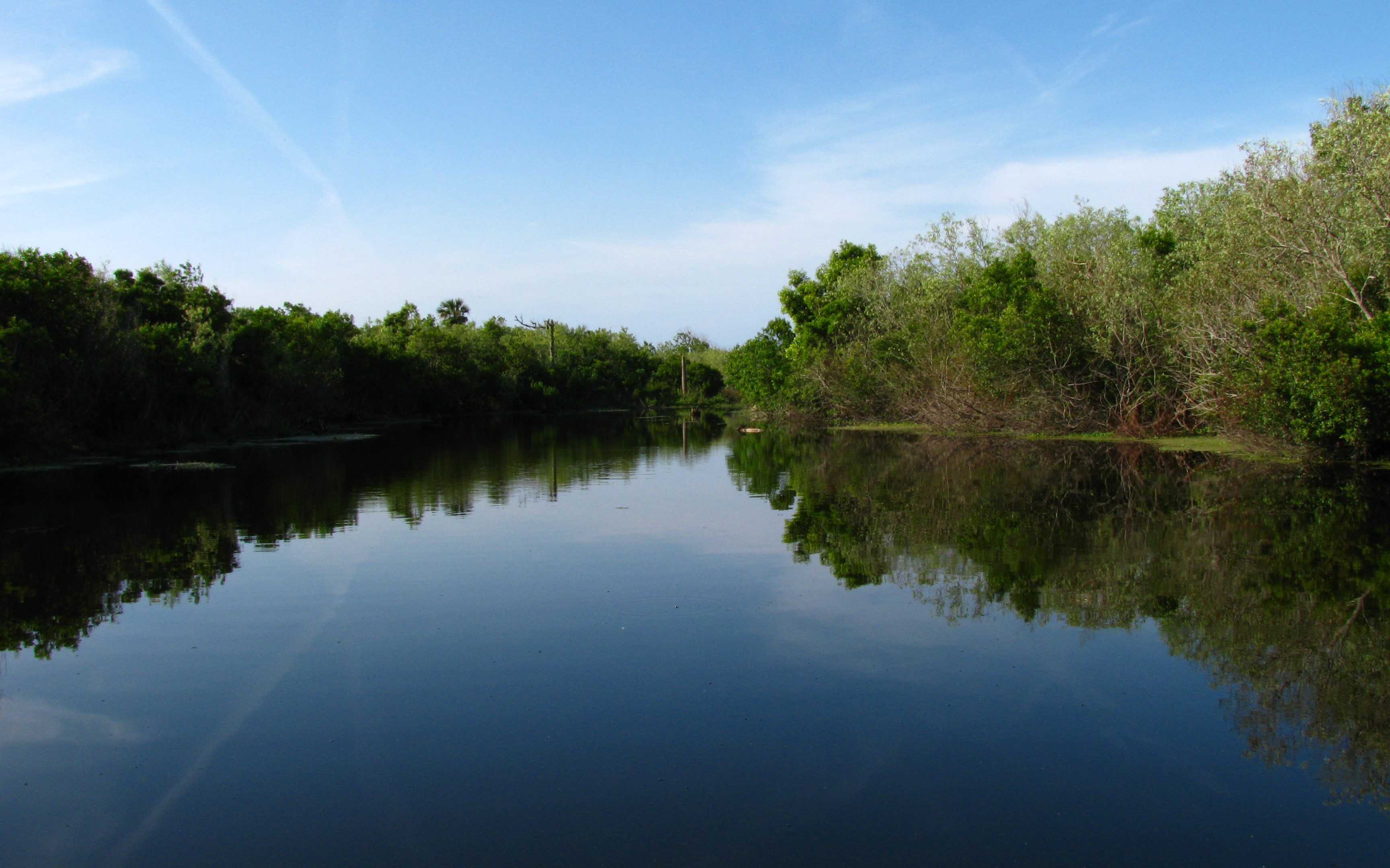
Een waterloop in Ponte Vedra Beach